# Четыре части света (Рубенс)
Четыре континента, также известная как Четыре реки Рая — картина фламандского художника Питера Пауля Рубенса, созданная в 1610-х годах.
Рубенс часто включал в свои живописные аллегории символы античной мифологии. Перевернутые урны являются атрибутами древних богов, обитавших в реках 4 сторон света: Африки, Азии, Европы, Америки. Речные божества показаны отдыхающими под пологом, окруженные вниманием нагих женщин. Тигрица представляет собой реку Тигр, а путти играют с крокодилом, символом Нила.
Также есть обратное мнение. Стороны света в искусстве, обычно, изображались как женские фигуры и символизировали международное распространение Христианского мира. Четыре женщины, символизирующие четыре стороны света, и, сопровождающие их мужчины, отдыхают под навесом.
Азия, немного поднятая, сидит слева, сопровождаемая Гангом. Чуть ниже мощный Нил обнимает черную красавицу Африку.
Справа, напротив Азии, сидит золотоволосая Европа с Дунаем. На заднем плане самая молодая Америка (самый молодой континент). 
Дикие, рычащие животные и младенцы оживляют сцену и характерны для картин Рубенса.
Искусствовед Элизабет МакГрат предлагает иную трактовку женских фигур на картине, полагая, что это водные нимфы, являющиеся источниками рек. МакГрат также предложила речные названия – Тигр вместо Дуная и Евфрат вместо Рио-де-ла-Плата, утверждая, что эти имена также появляются в христианской экзегетики.
- Этюд речной персонификации для росписи

## История создания
Картина написана в период перемирия между Голландской Республикой и Испанией, известного как «Двенадцатилетнее перемирие», и отражает мирные условия, которые, как надеялся Рубенс, вернутся в Антверпен после военных действий. В 1608 году Рубенс вернулся в Антверпен и находился там до 1621 года, когда закончилось «Двенадцатилетнее перемирие», и его вызвали для ведения переговоров во Франции и Англии от имени эрцгерцогини Изабеллы.

## Интерпретация
Искусствовед Элизабет Макграт предложила иную интерпретацию женских фигур на картине, полагая, что они являются водными нимфами, представляющими истоки рек.
Новостной портал Arts and Culture из Эксетерского университета утверждает, что эта картина может представлять распространение католицизма по всему миру.
В книге «Образ черного в западном искусстве» автор Жан Мишель Массинг предлагает две альтернативные реки вместо Дуная и Рио-де-ла-Плата.

## Реставрация
В 2015 году начался процесс реставрации картины. Этот процесс включал в себя размещение картины на новом холсте, очистку поверхности и повторную реставрацию некоторых мест на картине. Также была восстановлена рама из дерева, вырезанная вручную. В процессе реставрации было замечено, что на правой стороне картины прикреплены дополнительные куски холста. Это говорит о том, что когда-то картина была меньше, чем сейчас, и дополнительный холст использовался, чтобы помочь картине заполнить раму.